# Massaio
Per massaio, o massaro, si intendeva in età medievale il coltivatore di un manso, ovvero un piccolo lotto agricolo. Successivamente il termine è passato ad indicare svariate cariche amministrative ed economiche, diverse a seconda della zona geografica.
Etimologicamente, deriva dal latino mansionarius, poi mansiarius e massarius; Il termine a sua volta si riferisce alla massa (o mansa), ovvero mansus, manso.

## Agricoltura
Il massaio o massaro era durante il medioevo il contadino di un manso, che poteva essere sia di condizione libera che servile. Con la diffusione dei nuovi contratti agricoli durante il basso medioevo fu sostituito da altre figure come il mezzadro o da piccoli affittuari. Nell'Italia centro-meridionale è stato utilizzato poi per indicare il fattore responsabile dell'amministrazione dei poderi o di un'azienda agricola.

## Carica amministrativa
Per massaro o massaio, principalmente in età comunale, si intende una molteplicità di cariche pubbliche, specialmente dedite all'amministrazione economica o finanziaria, quali economi, tesorieri, esattori, ufficiali preposti alle dogane o alle entrate, stimatori, contabili, a seconda delle varie zone geografiche.

### Emilia
Nei comuni rurali emiliani per Massaro si intendeva il rappresentante della comunità locale presso il signore o il comune urbano a cui era sottoposto. Il termine è attestato sin dal XIII secolo e rimarrà in uso per tutto il medioevo, e nei territori soggetti allo Stato pontificio, anche per tutta l'età moderna fino all'unità d'Italia.
Esso rimane in carica per sei mesi od un anno; Viene eletto dall'assemblea degli abitanti della comunità e ha principalmente incarichi di natura amministrativa locale: in primo luogo la riscossione delle tasse, ma anche compiti di ordine pubblico, manutenzione viaria, giustizia ordinaria, regolamentazione di pesi e misure; Inoltre come prima magistratura comunale, convoca e presiede i vari consigli, assemblee e arenghi.

### Romagna
Nella città di Forlì, la figura del massaro era precisamente regolata dagli statuti: la sua gestione era strettamente controllata, ed egli stesso doveva poi renderne conto al termine del mandato. Il massaro era anche uno dei due detentori della chiave della cassa contenente i privilegi del Comune, di norma custodita in un convento. La cassa era dotata di due diverse serrature: oltre alla chiave del massaro, per l'apertura occorreva anche la seconda, custodita di solito dal padre guardiano del convento stesso. L'apertura, poi, era consentita solo alla presenza dei rappresentanti del Consiglio generale del Comune.